# Gilbert (Arizona)

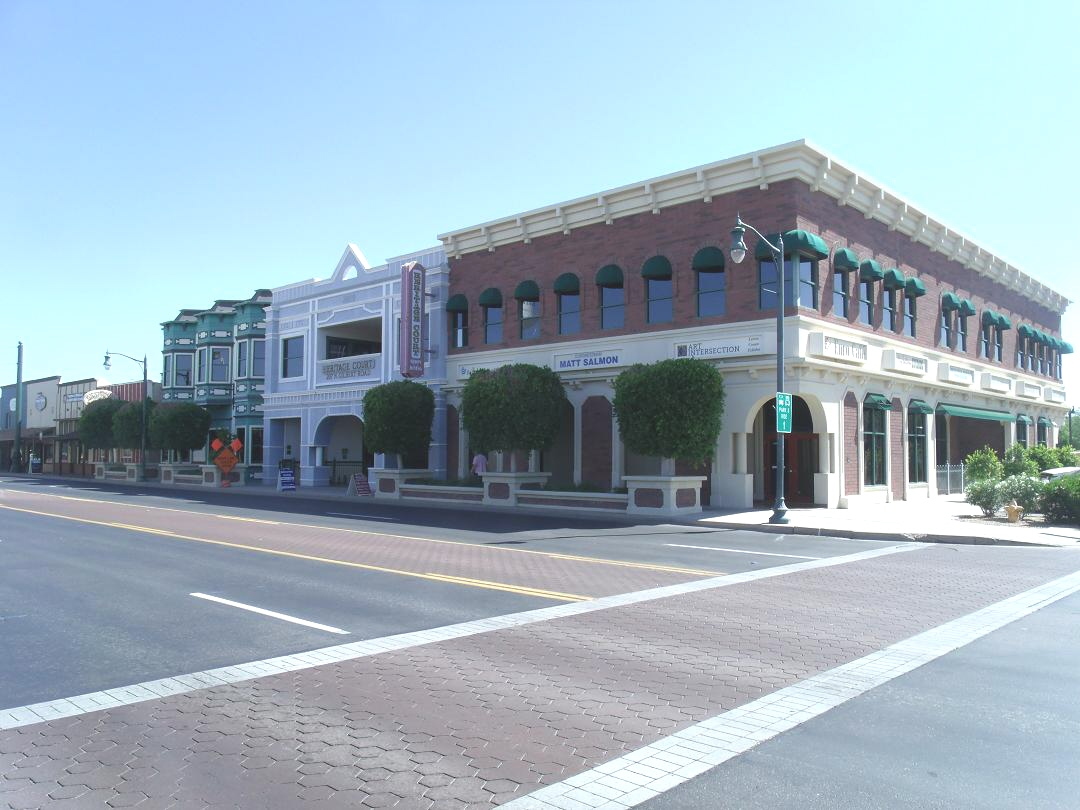

Gilbert es un pueblo ubicado en el condado de Maricopa en el estado estadounidense de Arizona, ubicada al sureste de Phoenix dentro del área metropolitana de la ciudad. En el censo de 2010 tenía una población de 208 453 habitantes y una densidad poblacional de 1.181,04 personas por km².
Constituida el 6 de julio de 1920, Gilbert alguna vez fue conocida como la "Capital mundial del transporte de heno". con una población de 267.918. Es el quinto municipio más grande de Arizona y el cuarto más grande del área metropolitana de Phoenix. Cubre un área de casi 69 millas cuadradas (179 km²).
Gilbert ha realizado una rápida transformación de una comunidad basada en la agricultura a un centro suburbano económicamente diverso ubicado en el valle sureste del área metropolitana de Phoenix. Ha crecido a un ritmo extremadamente alto durante las últimas tres décadas, aumentando su población de 5.717 en el censo de 1980 y a 267.918 según el censo de 2020. La ciudad creció a una tasa anual promedio de más del 10 % durante este período de 40 años. Es la quinta ciudad incorporada más grande de los Estados Unidos.

## Historia
Gilbert fue fundada por William "Bobby" Gilbert, quien proporcionó terrenos al Arizona Eastern Railway en 1902 para construir una línea ferroviaria entre Phoenix y Florence, Arizona . Ayer's Grocery Store, la primera tienda en Gilbert, abrió sus puertas en 1910 y se convirtió en la ubicación de la primera oficina de correos en 1912. La ubicación de la oficina de correos de la ciudad se mudó varias veces antes de establecerse en el lado este de Gilbert Road en el centro de la ciudad, donde todavía se encuentra hoy. En 1912, muchos mormones que habían huido de las colonias mormonas en México debido a las acciones de las fuerzas de Pancho Villa se establecieron en Gilbert. En 1915, comenzaron a celebrar reuniones de la iglesia en la escuela primaria Gilbert. En 1918, se organizaron en Gilbert Ward.
Constituida en julio de 1920, Gilbert era principalmente una comunidad agrícola impulsada por la línea ferroviaria y la construcción de la presa Roosevelt y los canales oriental y consolidado. Siguió siendo una ciudad agrícola durante muchos años y fue conocida como la "Capital Mundial del Heno" desde 1911 hasta finales de la década de 1920.
En 2019, la ciudad ocupó un lugar destacado en tres encuestas nacionales relacionadas con la seguridad, la habitabilidad y la vida familiar; fue nombrada la cuarta ciudad más segura (de 182 comunidades), la duodécima ciudad más habitable y el séptimo mejor lugar para formar una familia en los Estados Unidos.

## Geografía
Gilbert se encuentra ubicado en las coordenadas 33°18′37″N 111°44′32″O / 33.31028, -111.74222. Según la Oficina del Censo de los Estados Unidos, Gilbert tiene una superficie total de 176.5 km², de la cual 176.02 km² corresponden a tierra firme y (0.27%) 0.48 km² es agua.
Gilbert está ubicado en la parte sureste del área metropolitana de Phoenix . Está al sur de Mesa, al noreste de Chandler y al noroeste de Queen Creek. Según la Oficina del Censo de Estados Unidos, en el censo de 2000, la ciudad tenía una superficie estimada de 40 millas cuadradas (104 km² ). En 2021, la ciudad tiene una superficie total de 68,8 millas cuadradas (178 km² ), de las cuales 0,2 millas cuadradas (0,5 km² ), o el 0,30%, son agua.

### Clima
Gilbert tiene un clima de tipo desértico subtropical y cálido (clasificación climática de Köppen BWh) con veranos secos y calurosos e inviernos suaves a cálidos, con poca lluvia.

## Demografía
Según el censo de 2010, había 208.453 personas residiendo en Gilbert. La densidad de población era de 1.181,04 hab./km². De los 208.453 habitantes, Gilbert estaba compuesto por el 81.78 % blancos, el 3.35 % eran afroamericanos, el 0.83 % eran amerindios, el 5.81 % eran asiáticos, el 0.22 % eran isleños del Pacífico, el 4.46 % eran de otras razas y el 3.55 % pertenecían a dos o más razas. Del total de la población el 14.91 % eran hispanos o latinos de cualquier raza.
La ciudad tiene reputación cristiana, principalmente del movimiento SUD, quienes construyeron en la ciudad el templo de Gilbert.

### Población
- 1920 = 865 habitantes
- 1930 = 791 habitantes
- 1940 = 837 habitantes
- 1950 = 1.114 habitantes
- 1960 = 1.833 habitantes
- 1970 = 1.971 habitantes
- 1980 = 5.717 habitantes
- 1990 = 29.188 habitantes
- 2000 = 109.697 habitantes
- 2010 = 208.453 habitantes
- 2020 = 267.918 habitantes

Según el censo de 2010, había 208.453 personas, 74.147 unidades de vivienda y 3,01 personas por hogar.
- Entre 2000 y 2010, la ciudad de Gilbert fue el lugar incorporado de más rápido crecimiento entre poblaciones de 100.000 o más en los Estados Unidos, con un aumento del 90%.
- Municipio de más rápido crecimiento en los Estados Unidos de 1990 a 2003 (Oficina del Censo de Estados Unidos)
- Cuarto municipio de más rápido crecimiento en los Estados Unidos (Oficina del Censo de Estados Unidos. – 2009)
- Clasificado por la revista Money de CNN en 2008 como uno de los mejores lugares para vivir en los Estados Unidos.
- Una de las 25 ciudades más seguras de los Estados Unidos
- El 34,5% de los residentes de Gilbert tienen una licenciatura o un título superior.
- El ingreso medio familiar más alto en el área metropolitana de Phoenix con una población de más de 50.000 habitantes (Oficina del Censo de Estados Unidos – 2005)

Área: 68,79 millas cuadradas (178,17 km²), Tierra: 68,59 millas cuadradas (177,64 km²), Agua: 0,20 millas cuadradas (0,53 km²); Elevación: 1237 pies (377 m); Población (2020): 267.918, Estimación (2021): 273.136; Clasificación en EE. UU.: 80.º (estimación de 2021), Densidad: 3.906,25/milla cuadrada (1.508,20/ km²).

#### Según la demografía de Claritas de Nielsen, en 2009 la composición racial estimada de la ciudad era
- 81,5 % blanco
- 15,4 % hispanos o latinos
- 3,1 % negros o afroamericanos
- 0,8 % nativos americanos
- 4,7 % asiáticos
- 0,2 % isleños del Pacífico
- 6,0 % de otras
- 3,7 % de dos o más

#### Datos de población estimados de 2009 por género/edad
- 31,37 edad media hombre/mujer. En 2019, la edad promedio era de 33,6 años.
- 50,2 % hombres
  - 30.0 edad promedio estimada
- 49,8 % mujeres

31,8 edad media estimada
- - 37,1% población menor de 21 años
- 33,3% población menor de 18 años
- 70,0% población mayor de 16 años
- 66,8% población mayor de 18 años
- 62,9% población mayor de 21 años
- 5,3% población mayor de 65 años

Población estimada de 2009 mayores de 15 años por estado civil:
- 20,9% nunca se casó
- 66,7% casados, cónyuge presente
- 2,2% casados, cónyuge ausente
- 2,1% viudo
- 8,1% divorciados

#### Población de 25 años o más con nivel educativo estimado en 2009
- 92,3% escuela secundaria/GED o superior
- 37,5% título de licenciatura o superior. Un informe de 2019 sitúa la tasa en cerca del
- 50% para los residentes mayores de 25 años.
- 10,5% maestría o superior

#### estimado por ingreso del hogar 2009
- $109,213 ingreso familiar promedio

Ingreso familiar medio de $89,077.
- El ingreso medio fue de 87 000 dólares en un informe de datos del censo de Estados Unidos de 2013-2017, en comparación con una mediana estatal de 53 000 dólares.
- $35,559 ingreso per cápita
- El 2,3% de las familias se encontraban por debajo del nivel de pobreza.

### Raza/etnia
| Raza / Etnia                                  | Pob. 2010 | Pob. 2020 | % 2010  | % 2020  |
| --------------------------------------------- | --------- | --------- | ------- | ------- |
| Blancos solos (NH)                            | 151.930   | 178.671   | 72,88%  | 66,69%  |
| Negros o afroamericanos solos (NH)            | 6.606     | 9.601     | 3,17%   | 3,58%   |
| Nativo americano o Nativo de Alaska solo (NH) | 1,394     | 1,998     | 0,67%   | 0,75%   |
| Asiáticos solos (NH)                          | 11.877    | 17,690    | 5,70%   | 6,60%   |
| Isleños del Pacífico solos (NH)               | 406       | 574       | 0,19%   | 0,21%   |
| Alguna otra raza solo (NH)                    | 264       | 1,211     | 0,13%   | 0,45%   |
| Raza mixta/multirracial (NH)                  | 4,902     | 13.041    | 2,35%   | 4,87%   |
| Hispanos o latinos (cualquier raza)           | 31.074    | 45.132    | 14,91%  | 16,85%  |
| Totales                                       | 208,453   | 267,918   | 100.00% | 100.00% |

### Religión
Varias denominaciones religiosas están representadas en Gilbert. La ciudad ha sido conocida por su alta población de miembros de la Iglesia de Jesucristo de los Santos de los Últimos Días, hecho evidenciado por la construcción del Templo de Gilbert Arizona, que fue dedicado el 2 de marzo de 2014.

## Economía

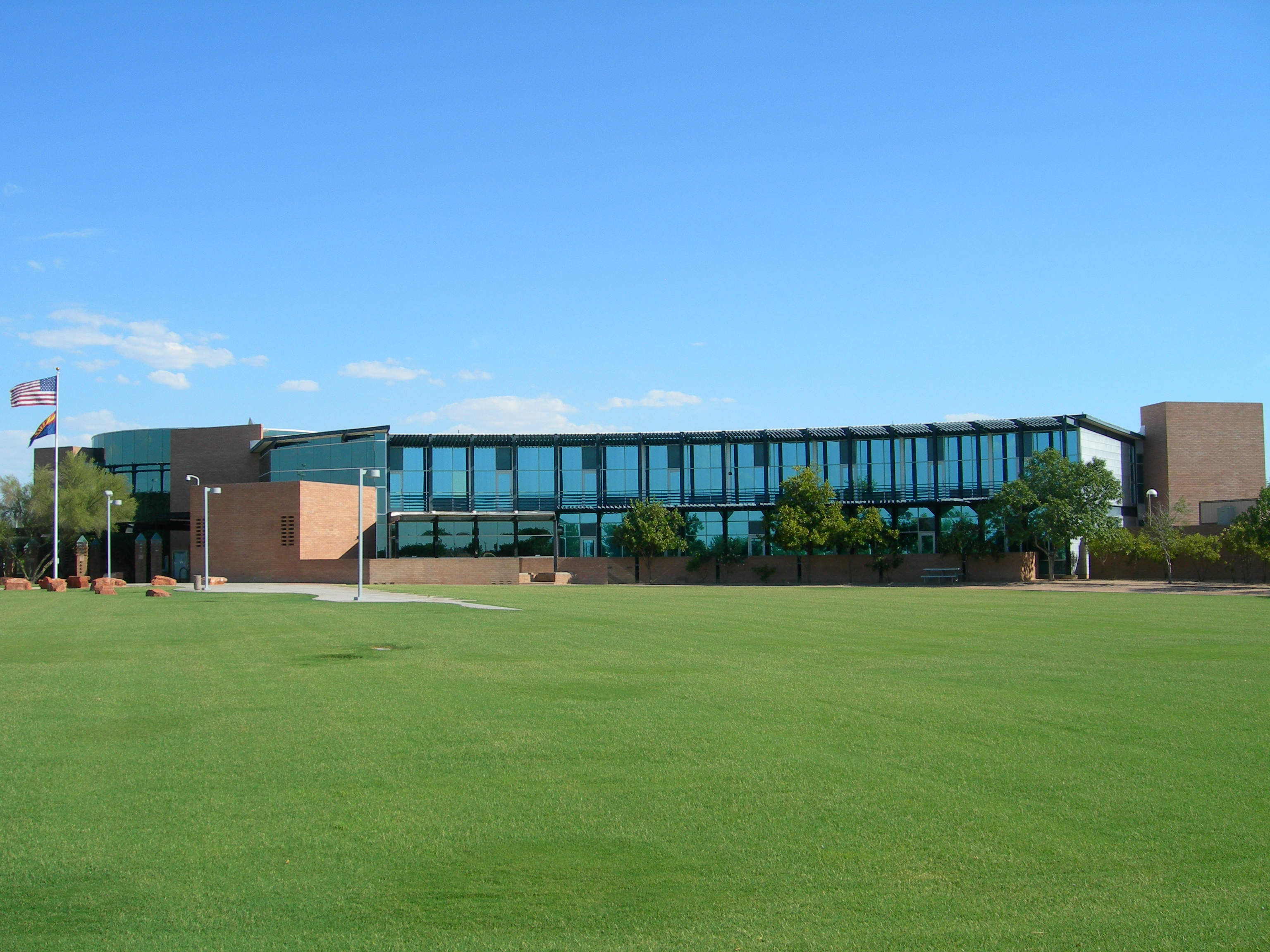
Edificio del Ayuntamiento en el Centro Cívico

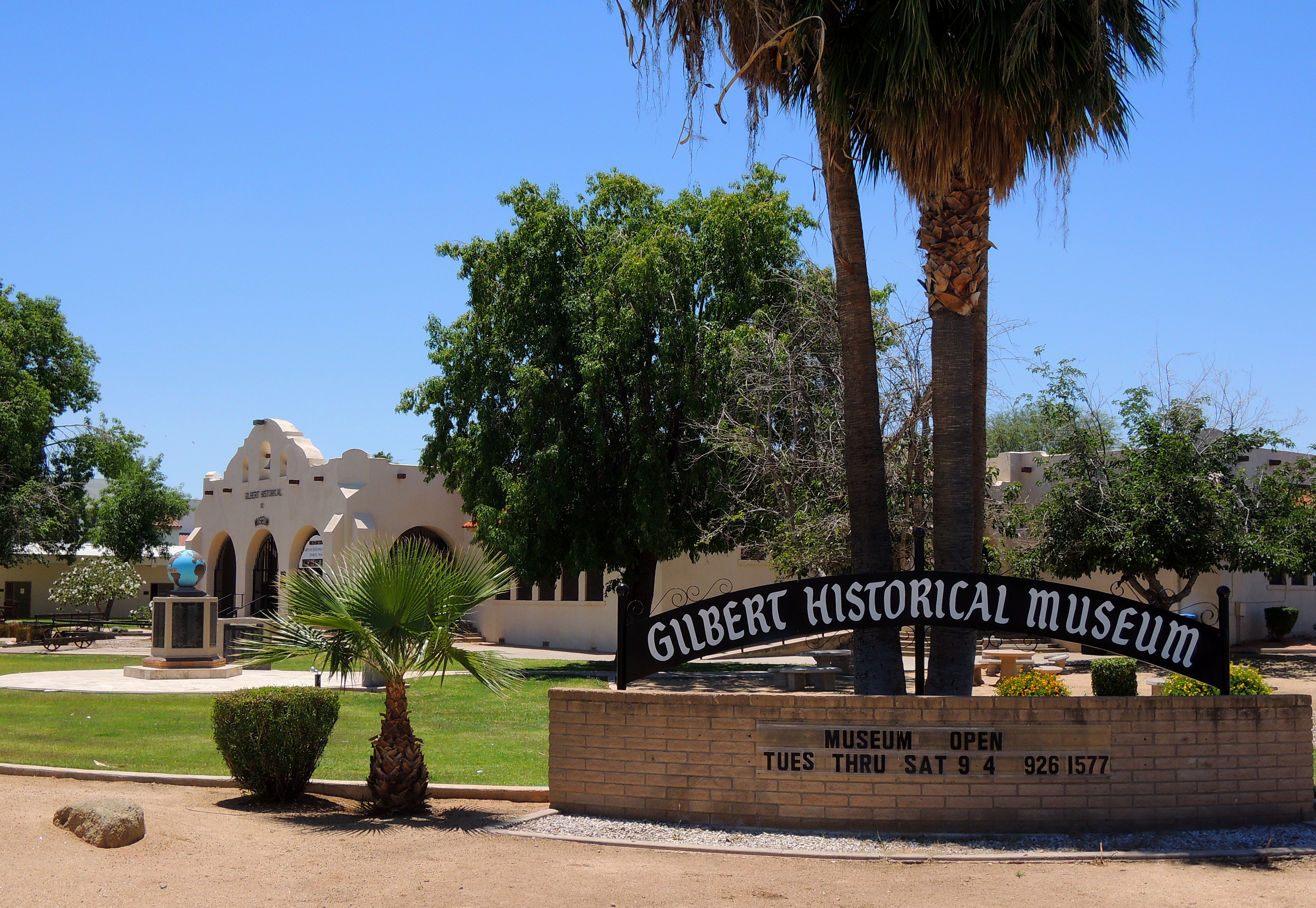
Museo Histórico de Gilbert

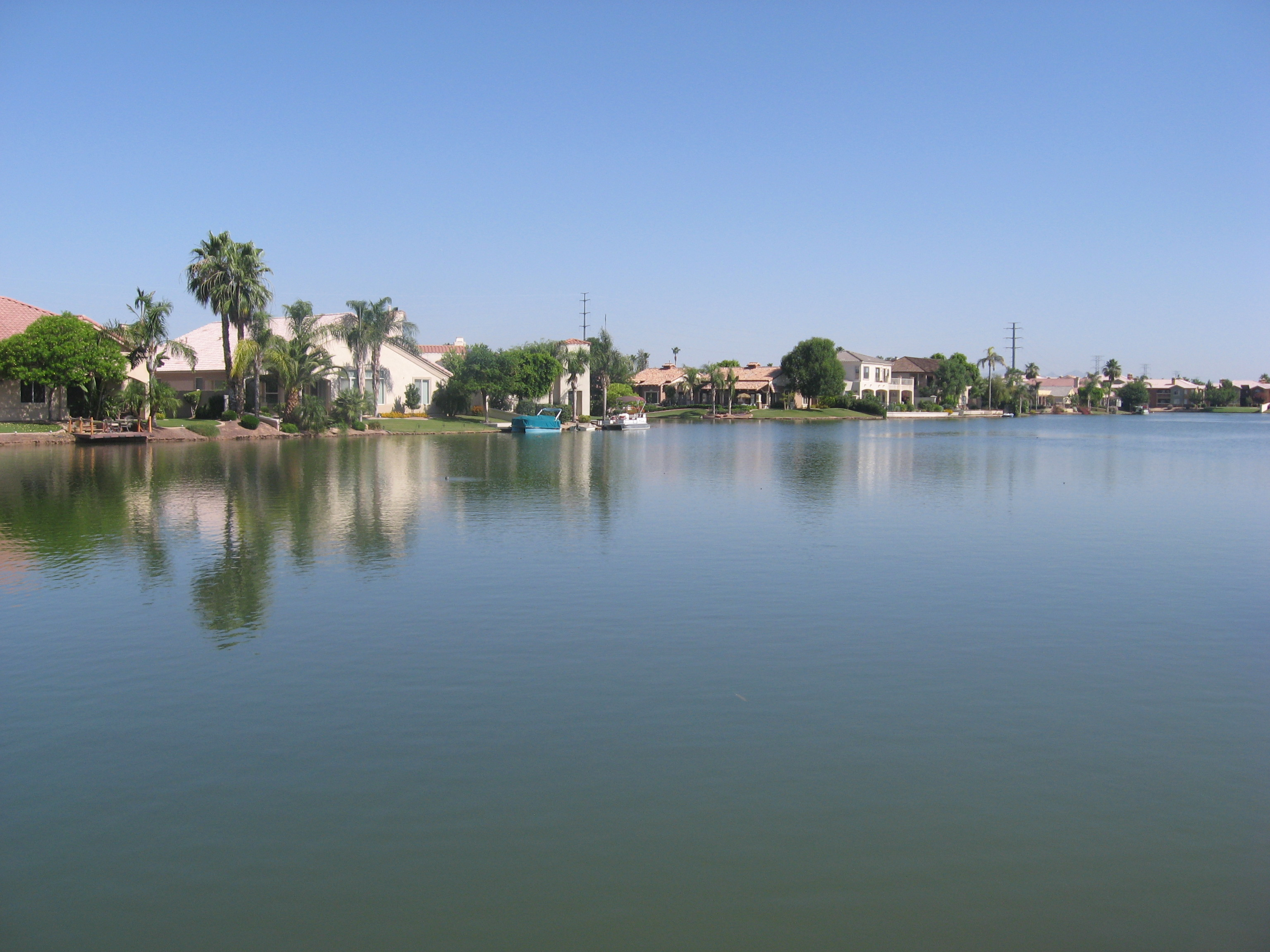
Un paseo marítimo en la comunidad de Val Vista Lakes en Gilbert

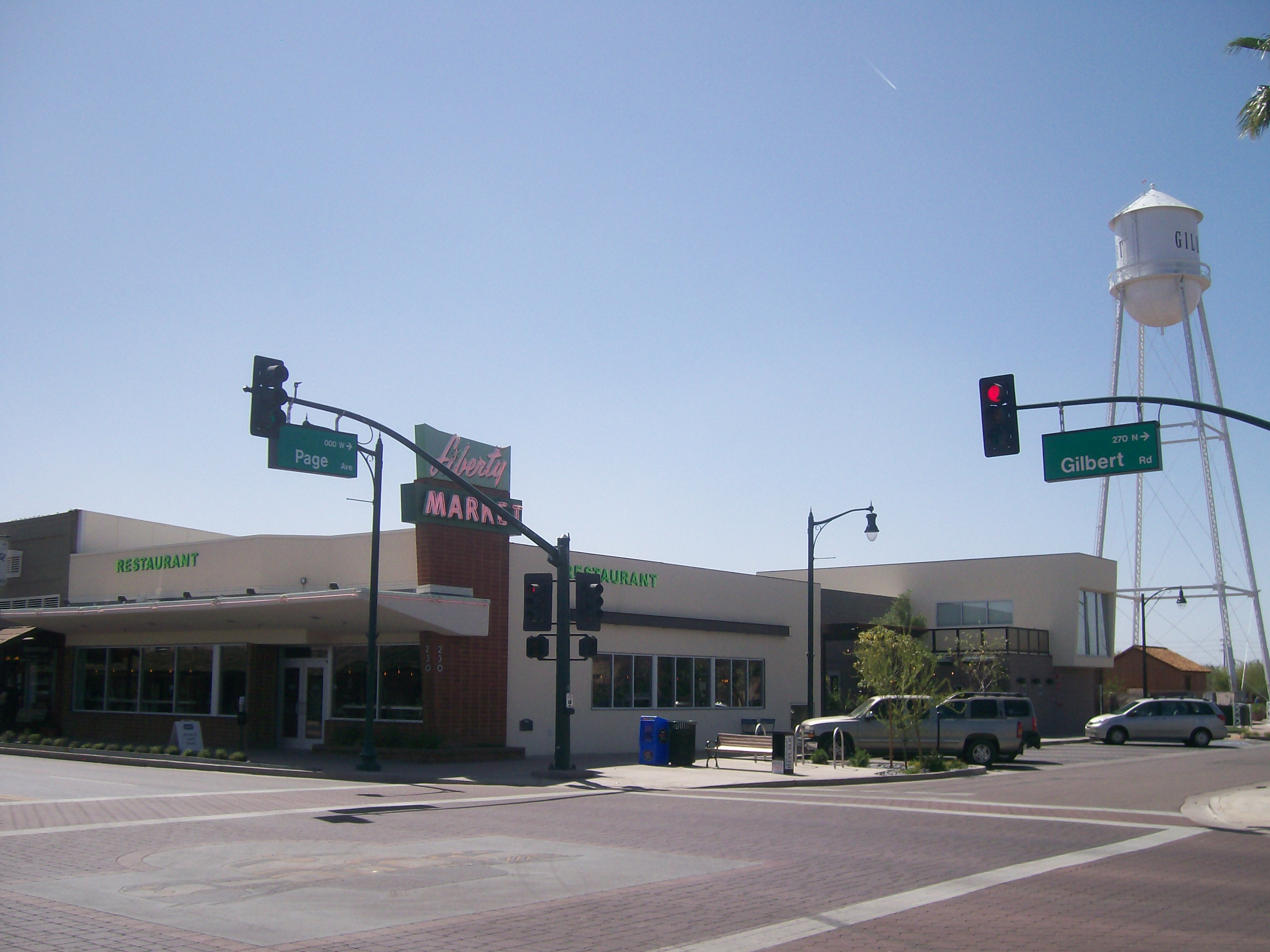
El mercado Libertad (Liberty Market) con la torre de agua de Gilbert (al fondo), fotografiado en marzo de 2009.

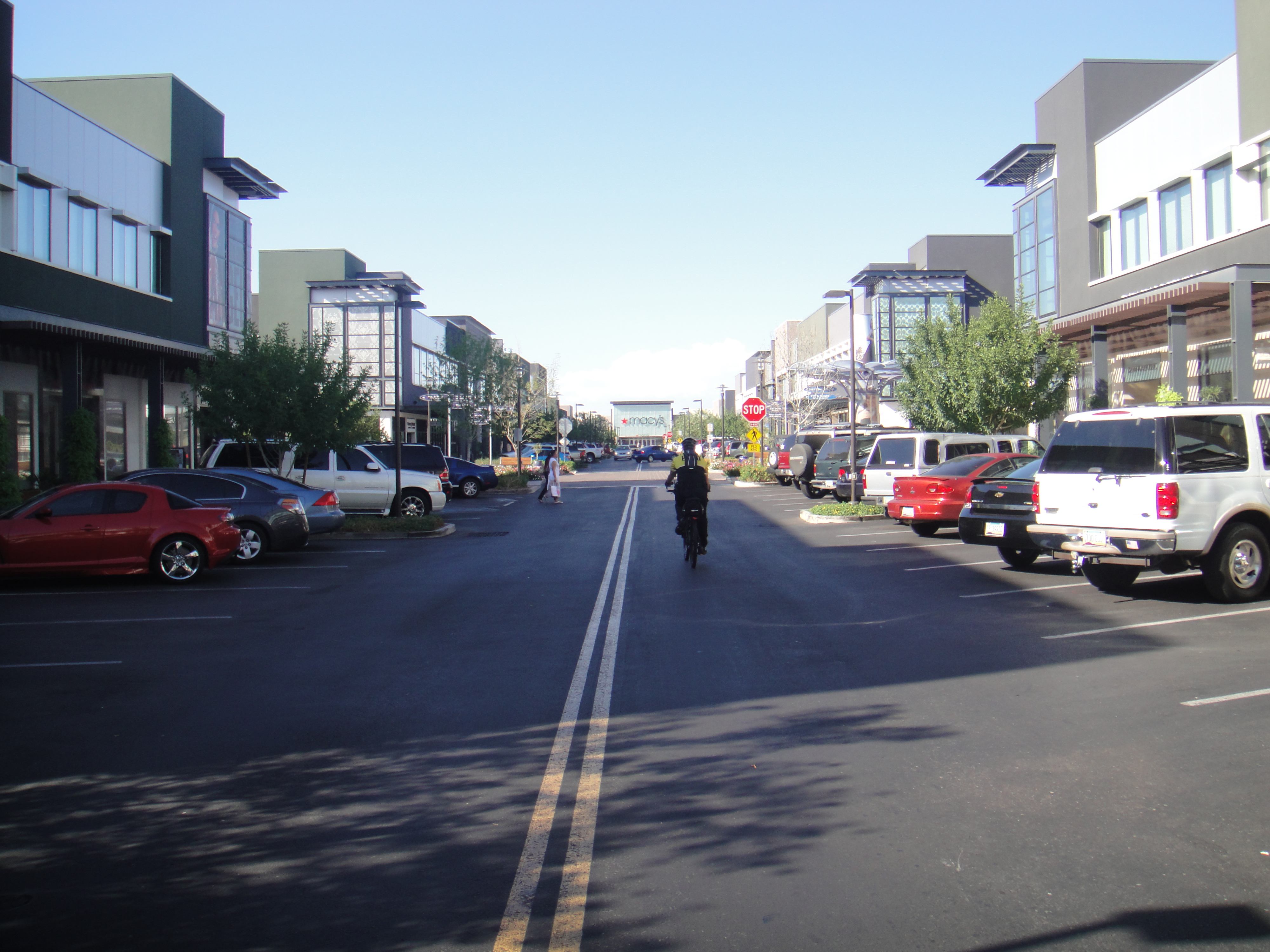
SanTan Village en septiembre de 2009

### Los mayores empleadores
Según el Informe financiero anual integral de 2022 de la ciudad, los principales empleadores de la ciudad son:
| #  | Empleador                            | N.º de empleados |
| -- | ------------------------------------ | ---------------- |
| 1  | Escuelas Públicas de Gilbert         | 3,098            |
| 2  | Salud del banner                     | 2,465            |
| 3  | Ciudad de Gilbert                    | 1.679            |
| 4  | Alimentos y medicamentos de Fry      | 1,518            |
| 5  | Distrito Escolar Unificado de Higley | 1,246            |
| 6  | Walmart                              | 1,218            |
| 7  | Vaya papi                            | 1,159            |
| 8  | Norterop Grumman                     | 1.078            |
| 9  | Dignidad Salud                       | 878              |
| 10 | Silent Air USA                       | 778              |

## Arte y cultura

### Memorial del 11 de septiembre
Gilbert alberga un monumento conmemorativo del 11 de septiembre, ubicado en el Ayuntamiento que cuenta con una viga de acero de dos metros y medio que sostenía la Torre Norte del World Trade Center. El exjefe de bomberos de Gilbert, Collin DeWitt, recaudó grandes fondos durante tres años para crear el monumento y traer la viga de la ciudad de Nueva York a Arizona. Él mismo condujo para recogerlo junto con su entonces asistente del jefe de bomberos, Jim Jobusch.
El diseño del monumento inclina la viga, lo que lo pone al alcance de todos. Cuatro paredes de granito llevan los nombres de los fallecidos en los ataques. Se vertió hormigón en forma de pentágono para los cimientos del monumento, y está rodeado de ladrillos que llevan los nombres de algunos de los que ayudaron a donar para darle vida al monumento. Hubo una ceremonia de inauguración del monumento en el décimo aniversario del ataque del 11 de septiembre de 2011.

### Lugar histórico
La escuela primaria Gilbert fue construida en 1913 y ahora alberga el Museo Histórico de Gilbert. Está inscrito en el Registro Nacional de Lugares Históricos.

## Parques y recreación
Gilbert Regional Park y Desert Sky Park se establecieron en 2019 con inversiones multimillonarias.
El Centro Recreativo Freestone, al norte del Parque Freestone, se inauguró en 2002. Tiene una pared de roca, un gimnasio, una sala de vapor, una sauna seca y equipo de ejercicio.

## Gobierno
Gilbert fue reconocido en 2010 como el "36º mejor lugar para vivir en la nación", así como entre los "mejores lugares para vivir y aprender" del país, por GreatSchools.org. CQ Press, con sede en Washington D. C., calificó a Gilbert como "el municipio más seguro de Arizona y el 25º más seguro del país".
Dado que Gilbert permanece incorporada como ciudad, carece de los poderes adicionales que poseen las cercanas Mesa y Chandler, que están incorporadas como ciudades. Por ejemplo, los pueblos de Arizona no tienen tanto poder para regular los servicios públicos y la construcción dentro de sus fronteras como lo tienen las ciudades. A diferencia de la mayoría de sus comunidades vecinas, Gilbert es teóricamente vulnerable a la anexión.
La ciudad es parte del quinto distrito del Congreso de Arizona , que está representado por el republicano y residente de Gilbert Andy Biggs. La alcaldesa de Gilbert es Brigette Peterson.

### Alcaldes de Gilbert
| Imagen | Alcalde             | Años                                        | Notas                                                                                 |
| ------ | ------------------- | ------------------------------------------- | ------------------------------------------------------------------------------------- |
|        | Everett R. Wilbur   | 16 de julio de 1920-2 de agosto de 1921     |                                                                                       |
|        | ER Stoner           | 6 de agosto de 1921-1 de noviembre de 1921  |                                                                                       |
|        | RW Merrell          | 7 de noviembre de 1921-4 de junio de 1923   |                                                                                       |
|        | Claude J. Cullumber | 22 de junio de 1923-1 de junio de 1925      |                                                                                       |
|        | Credo RR            | 18 de junio de 1925-7 de junio de 1927      |                                                                                       |
|        | Walter W. Página    | 7 de junio de 1927-7 de junio de 1937       |                                                                                       |
|        | Ward C. Burk        | 10 de junio de 1937-5 de junio de 1939      |                                                                                       |
|        | Wayne McFrederick   | 10 de julio de 1939-10 de julio de 1943     |                                                                                       |
|        | Ward C. Burk        | 5 de julio de 1943-4 de julio de 1945       |                                                                                       |
|        | EM. Vaughan         | 12 de junio de 1945-9 de junio de 1947      |                                                                                       |
|        | RD Hearne           | 25 de junio de 1947-3 de enero de 1949      |                                                                                       |
|        | Roy Fuller          | 7 de febrero de 1949-6 de junio de 1949     |                                                                                       |
|        | Tom Clemente        | 11 de julio de 1949-13 de junio de 1955     |                                                                                       |
|        | George Russell      | 16 de junio de 1955 - 9 de enero de 1956    |                                                                                       |
|        | Kenyon Udall        | 17 de enero de 1956 - 8 de junio de 1959    |                                                                                       |
|        | Morris Cooper       | 1 de julio de 1959-12 de junio de 1967      |                                                                                       |
|        | Juan Moore          | 5 de julio de 1967-11 de septiembre de 1967 |                                                                                       |
|        | Jack Smith          | 9 de octubre de 1967 - 9 de junio de 1969   |                                                                                       |
|        | Vernon Gist         | 1 de julio de 1969-14 de junio de 1971      |                                                                                       |
|        | Dale Hallock        | 1 de julio de 1971-14 de junio de 1976      |                                                                                       |
|        | David Thompson      | 21 de julio de 1976-11 de agosto de 1978    |                                                                                       |
|        | Ed Lane             | 22 de agosto de 1978-29 de mayo de 1981     |                                                                                       |
|        | LJ Reed             | 2 de junio de 1981 - 2 de junio de 1987     |                                                                                       |
|        | James Farley        | 9 de junio de 1987 - 6 de junio de 1989     |                                                                                       |
|        | Steven Berman       | 13 de junio de 1989 - 4 de junio de 1991    |                                                                                       |
|        | jose albright       | 4 de junio de 1991-28 de abril de 1992      |                                                                                       |
|        | Wilburn Brown       | 26 de mayo de 1992 - 4 de diciembre de 1992 |                                                                                       |
|        | Wilburn Brown       | 16 de marzo de 1993 - 10 de junio de 1997   |                                                                                       |
|        | Cynthia Dunham      | 10 de junio de 1997 - 12 de junio de 2001   |                                                                                       |
|        | Steven Berman       | 12 de junio de 2001-15 de junio de 2009     |                                                                                       |
|        | John W. Lewis       | 16 de junio de 2009 – 19 de julio de 2016   |                                                                                       |
|        | Jenn Daniels        | 19 de julio de 2016 – 18 de agosto de 2020  |                                                                                       |
|        | Scott Anderson      | 18 de agosto de 2020 – 12 de enero de 2021  | Nombrado por una votación de 7 a 0 del ayuntamiento tras la dimisión de Jenn Daniels. |
|        | Brigette Peterson   | 12 de enero de 2021 – titular               |                                                                                       |

## Educación
La mayor parte de Gilbert está dividida en zonas para escuelas de las Escuelas Públicas de Gilbert, mientras que otras partes están divididas en zonas para distritos que incluyen el Distrito Escolar Unificado de Chandler, las Escuelas Públicas de Mesa y el Distrito Escolar Unificado de Higley. También en Gilbert se encuentran escuelas autónomas como Eduprize (la primera escuela autónoma en Arizona), American Leadership Academy y Legacy Traditional School. La ciudad también alberga las Gilbert Christian Schools, una cadena de escuelas privadas. En 2018, la Universidad Parque (Park University) abrió el Gilbert Campus Center después de alquilar 18.000 pies cuadrados (1.700 m²) en el edificio de la Universidad en el Heritage District de la ciudad.

## Infraestructura

### Transporte
Gilbert cuenta principalmente con una autopista del área : la parte de la autopista Santan del Loop 202. Una pequeña sección de la US 60 Superstition Freeway también bordea el límite norte de la ciudad en el intercambio de Higley Road (Salida 186). Varias arterias regionales también sirven al área, incluidas Williams Field Road, Chandler Boulevard y Gilbert Road. La ciudad goza de relativa cercanía al aeropuerto Phoenix Mesa Gateway, que se encuentra en el este de Mesa , y está a 25 minutos en coche de aeropuerto internacional Phoenix Sky Harbor .
Recientemente, se construyó una instalación de estacionamiento y transporte en el centro de Gilbert para el servicio de autobuses y el futuro servicio de trenes de cercanías. Aunque la instalación limita con las vías de Union Pacific (anteriormente Southern Pacific) y cuenta con disposiciones para el servicio de trenes de cercanías, actualmente no existe tal servicio. El servicio de autobús es limitado en Gilbert, y algunas rutas norte-sur en Mesa terminan en Baseline Road antes de ingresar a Gilbert. Las rutas que dan servicio a partes de Gilbert incluyen 108-Elliot Road, 112-Country Club/Arizona Avenue, 136-Gilbert Road, 140-Ray Road, 156-Chandler Boulevard/Williams Field Road, 184-Power Road y 531-Mesa/ Gilbert Express, y la mayoría de estas rutas operan con una frecuencia de 30 minutos de lunes a viernes. El servicio dominical solo está disponible en las rutas 108, 112, 156 y 184. La mayoría de la gente se desplaza en automóvil o bicicleta. La ciudad de Gilbert tiene un bajo porcentaje de hogares sin automóvil. En 2015, el 1,9 por ciento de los hogares de Gilbert carecían de automóvil, y la cifra prácticamente no cambió en 2016 (1,7 por ciento). El promedio nacional fue del 8,7 por ciento en 2016. Gilbert tuvo un promedio de 2,08 automóviles por hogar en 2016, en comparación con un promedio nacional de 1,8.
En 2018, Waymo comenzó a realizar pruebas en una pequeña parte de la parte noroeste de la ciudad de Gilbert.

## Estructuras históricas
La siguiente es una breve descripción de las estructuras históricas que se muestran en la foto. Algunas de estas estructuras figuran en el Registro Nacional de Lugares Históricos, mientras que otras figuran como históricas en el Distrito del Patrimonio de Gilbert.
- La escuela primaria Gilbert fue construida en 1913. Está ubicada en 10 S. Gilbert Rd. y ahora alberga el Museo Histórico de Gilbert. Está incluido en el Registro Nacional de Lugares Históricos.
- La escuela secundaria Gilbert se construyó en 1920. Ahora alberga la oficina del distrito de escuelas públicas de Gilbert. * La estructura está catalogada como histórica por el Gilbert Heritage District.
- La Torre de Agua de Gilbert fue construida en 1925. La estructura está catalogada como histórica por el Distrito del Patrimonio de Gilbert.
- La primera cárcel de Gilbert se construyó en 1918 y luego se usó como casa de bombas. La estructura está catalogada como histórica por el Gilbert Heritage District.
- El edificio Tone fue construido en 1929 y ahora alberga el restaurante Joe's Real BBQ. La estructura está catalogada como histórica por el Gilbert Heritage District.
- Mercado de la Libertad (Liberty Market) fue construido en 1936. Liberty Market fue establecido por la familia Ong. El letrero de neón que todavía está en exhibición fue diseñado por Mae Ong, la esposa de Ben Ong, quien compró el mercado en 1943. La estructura está catalogada como histórica por el Gilbert Heritage District.
- El edificio Creed fue construido en 1918. Ahora alberga el restaurante Farmhouse. La estructura está catalogada como histórica por el Gilbert Heritage District.
- El edificio Attaway Phelps-Blakely se construyó en 1910. Ahora alberga la tienda Norwood Furniture. La estructura está catalogada como histórica por el Gilbert Heritage District.
- El Banco de Gilbert se construyó en 1917 y ahora alberga una compañía de seguros. La estructura está catalogada como histórica por el Gilbert Heritage District.
- Tienda de Metales Clare se construyó en 1918. Ahora alberga Bergies Coffee. La estructura está catalogada como histórica por el Gilbert Heritage District.
- El Garaje Clemen (Clement's Garage) fue construido en 1934. La estructura está catalogada como histórica por el Gilbert Heritage District.
- La Legación Postal Americana 39 (American Legion Post 39) fue construida en 1934.

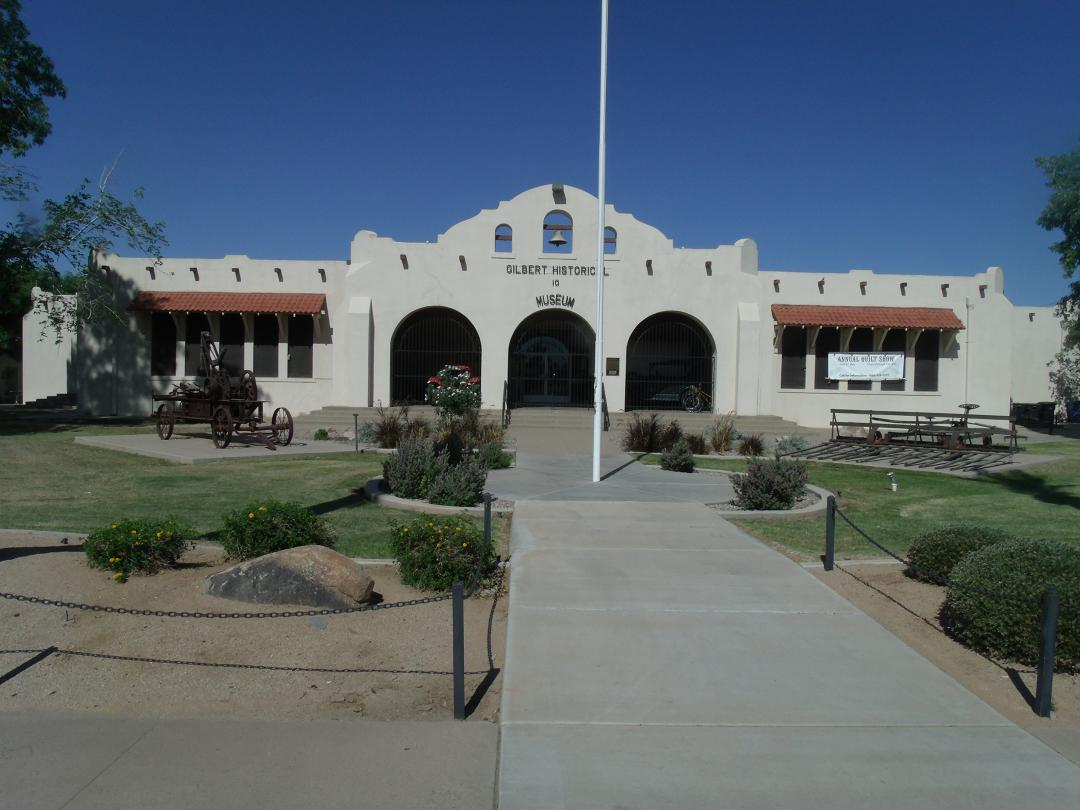
Escuela Primaria Gilbert
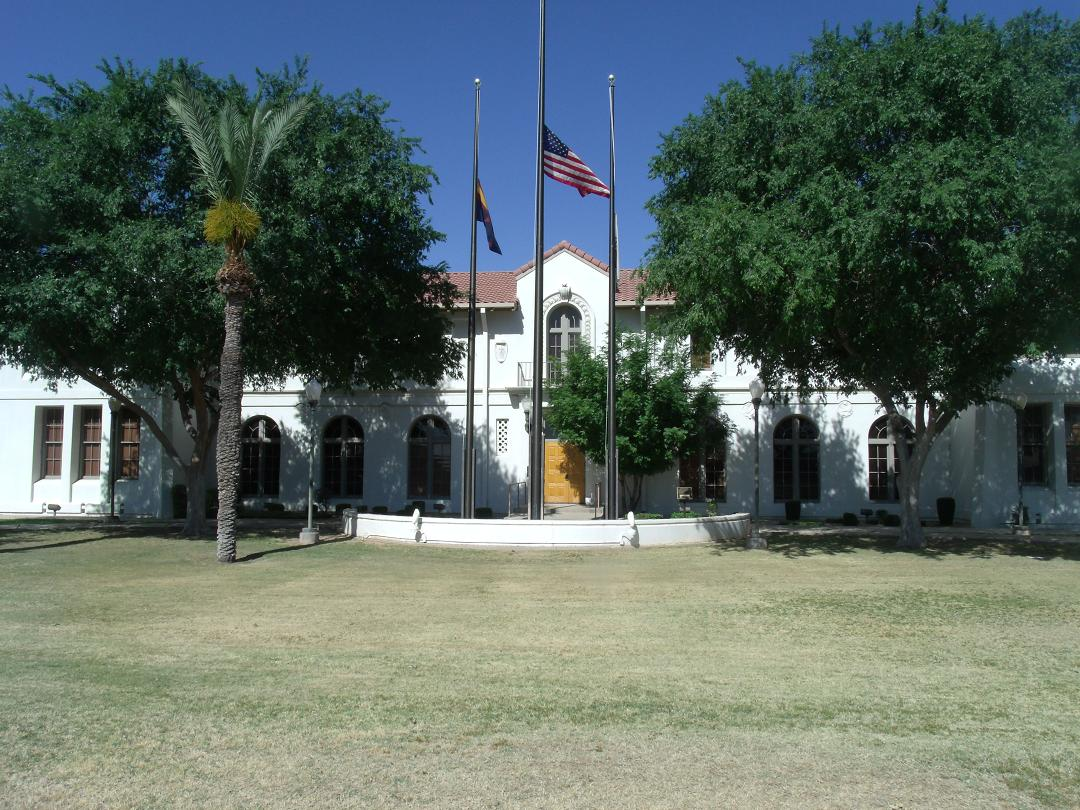
Escuela secundaria Gilbert
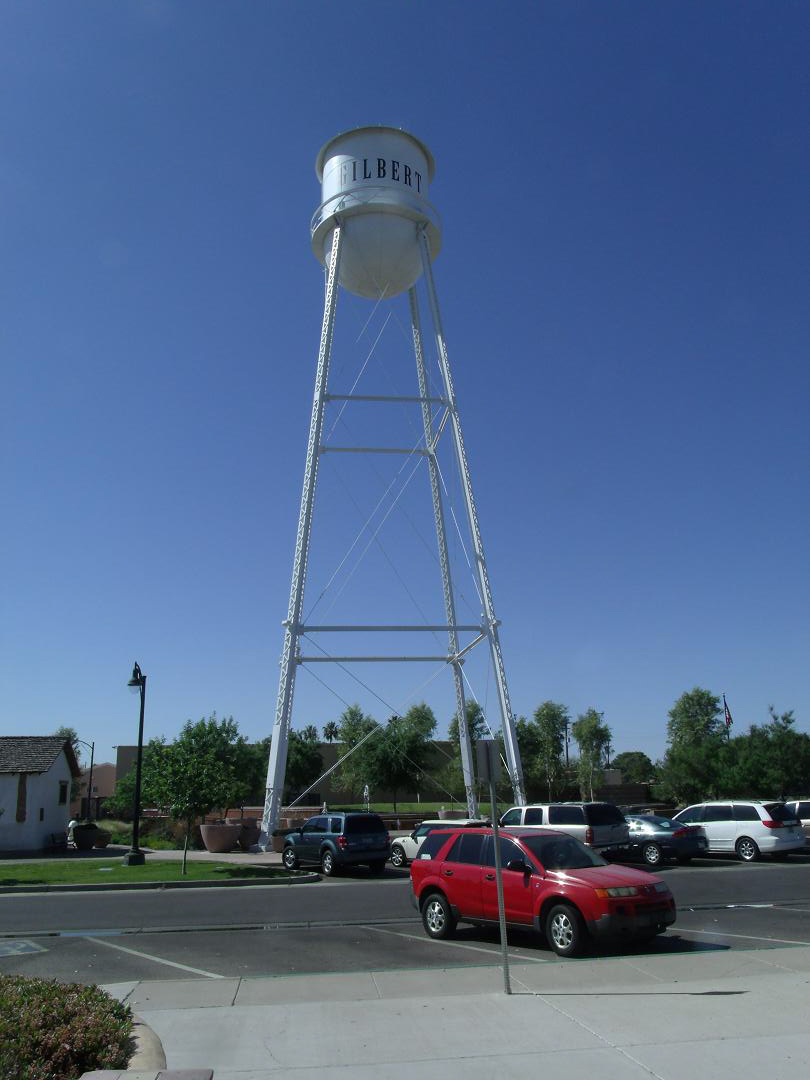
La torre de agua de Gilbert
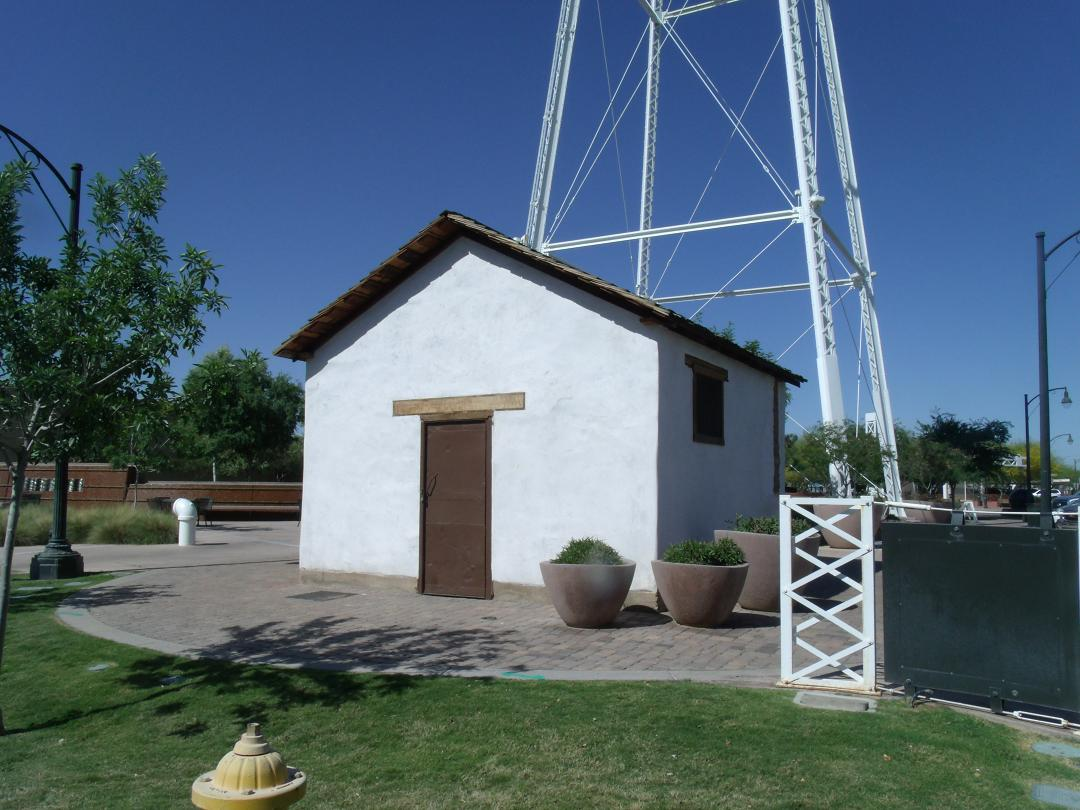
La primera cárcel de Gilbert
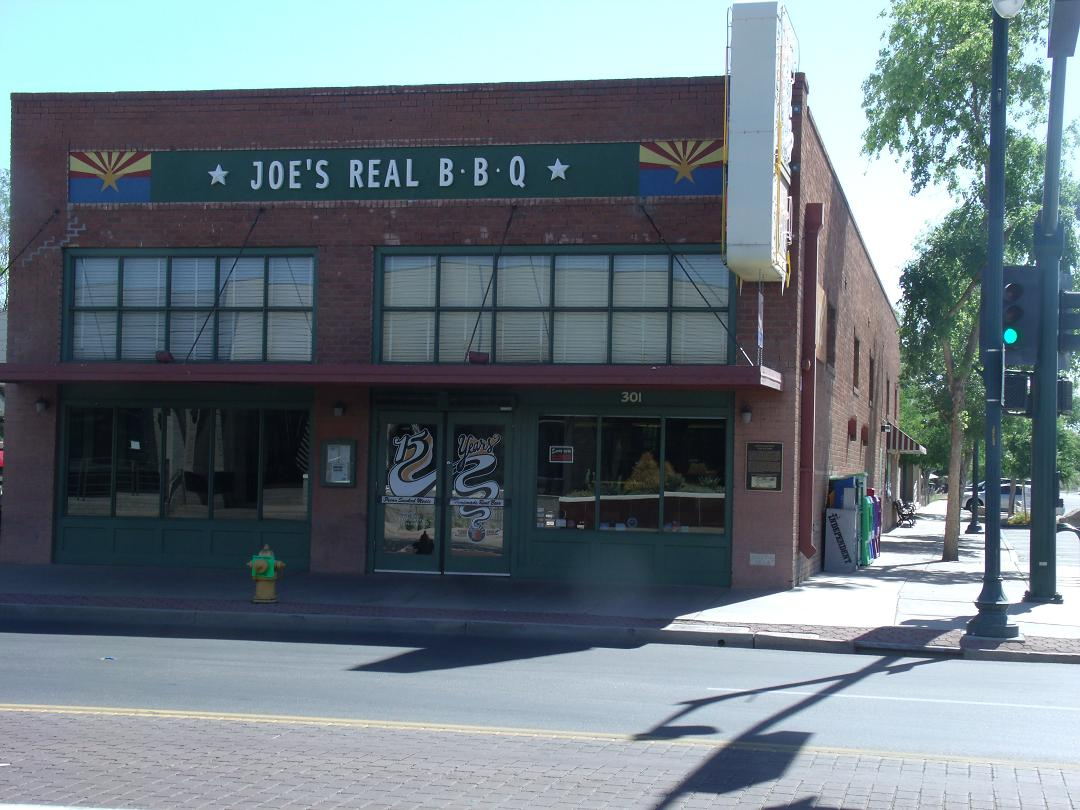
El edificio Tone
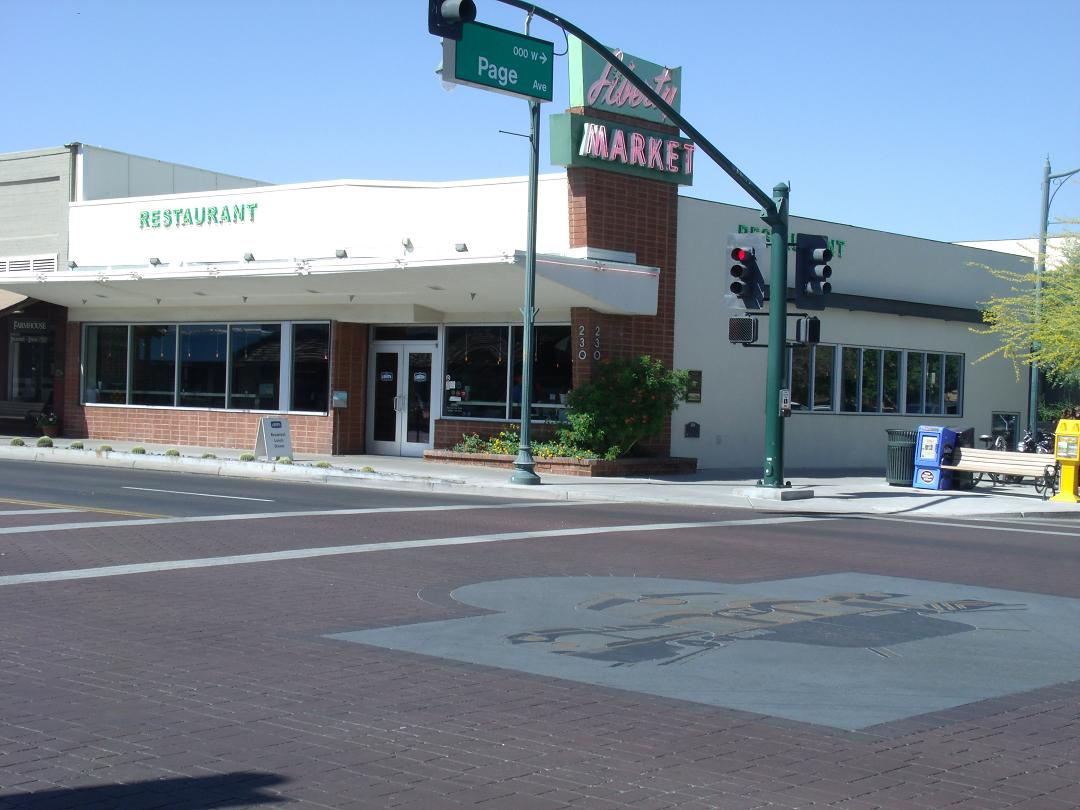
Mercado Liberty
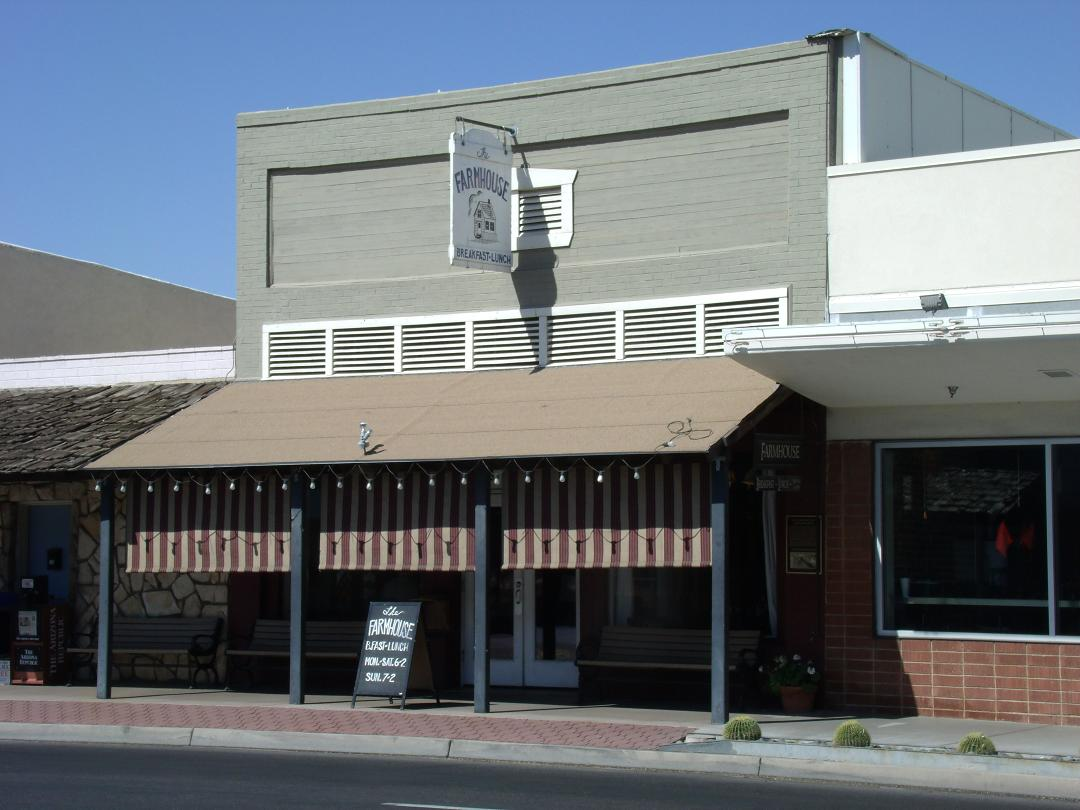
El edificio Creed
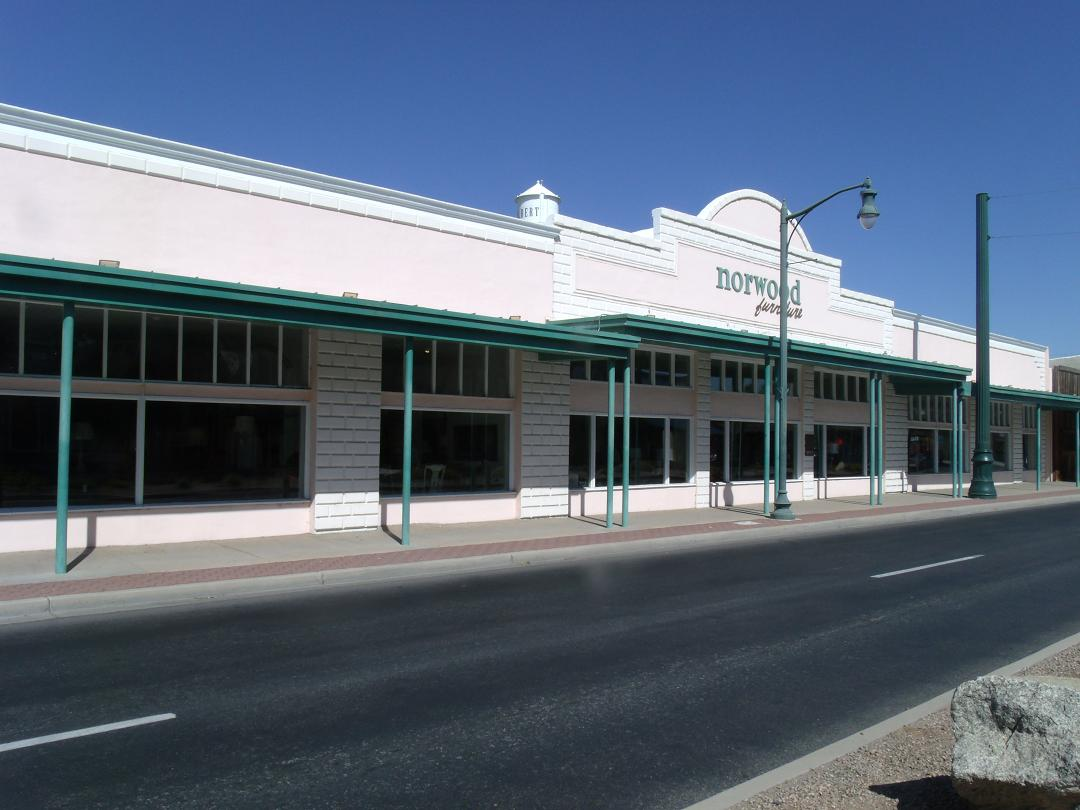
El edificio Attaway Phelps-Blakely
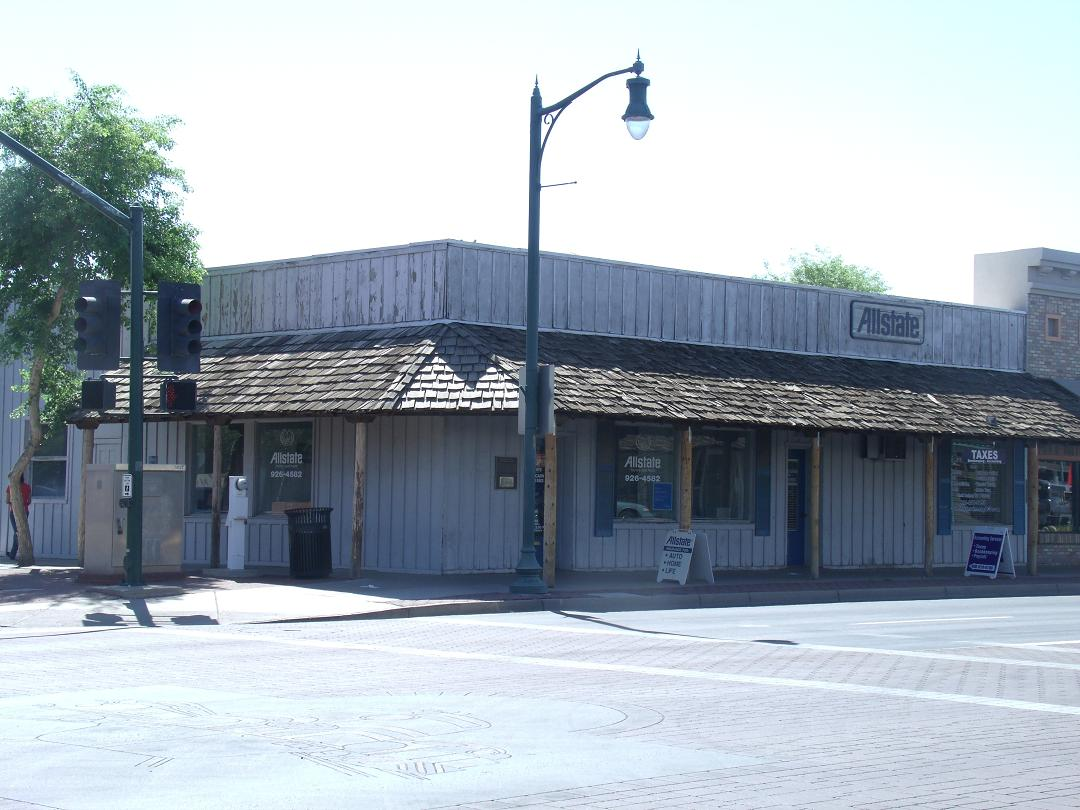
El Banco de Gilbert
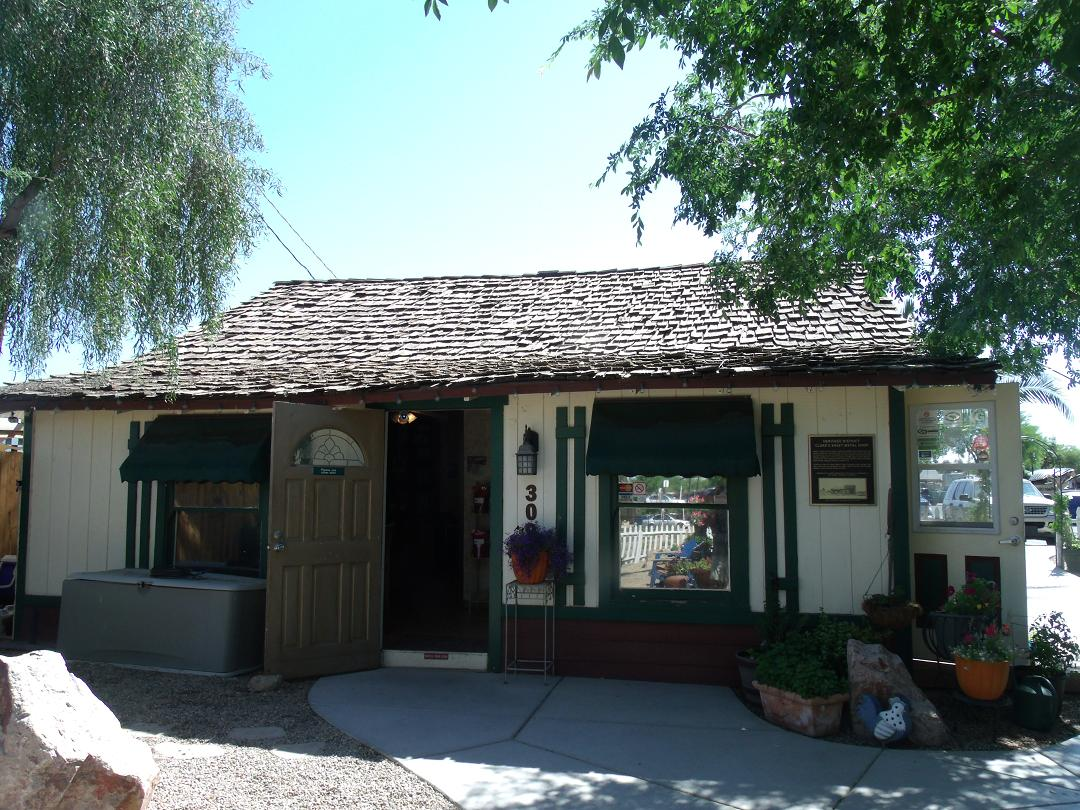
Clare's Metal Shop
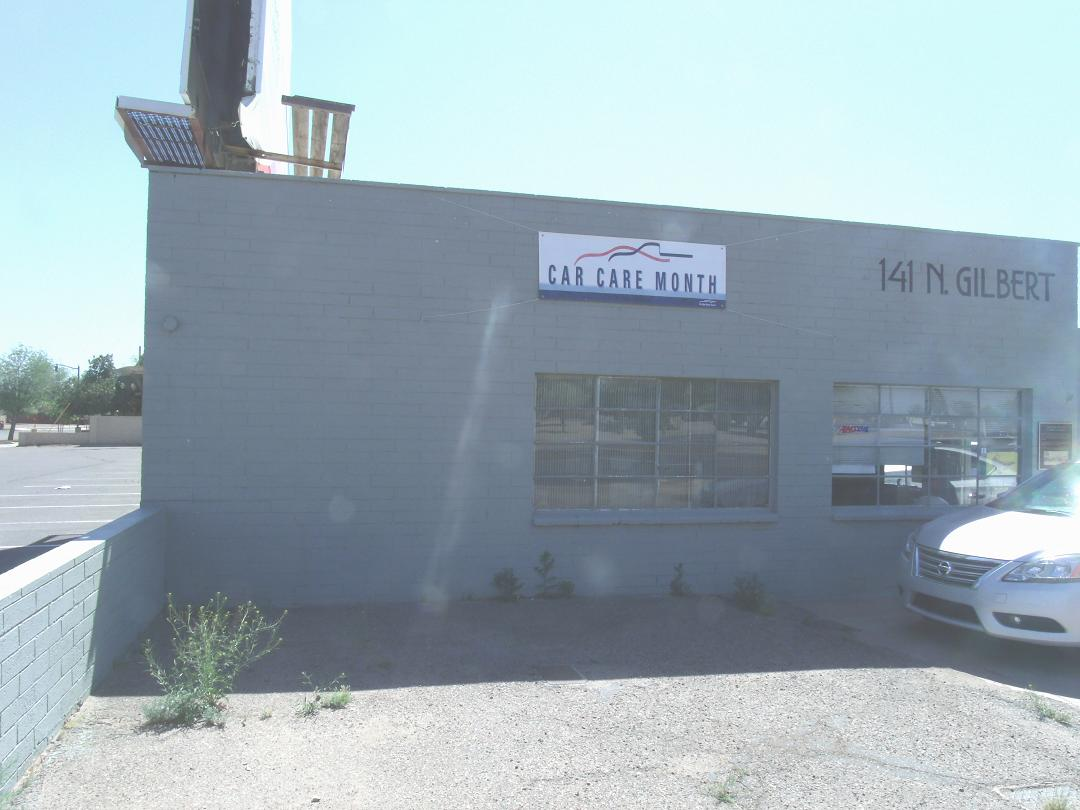
Garaje de Clemente
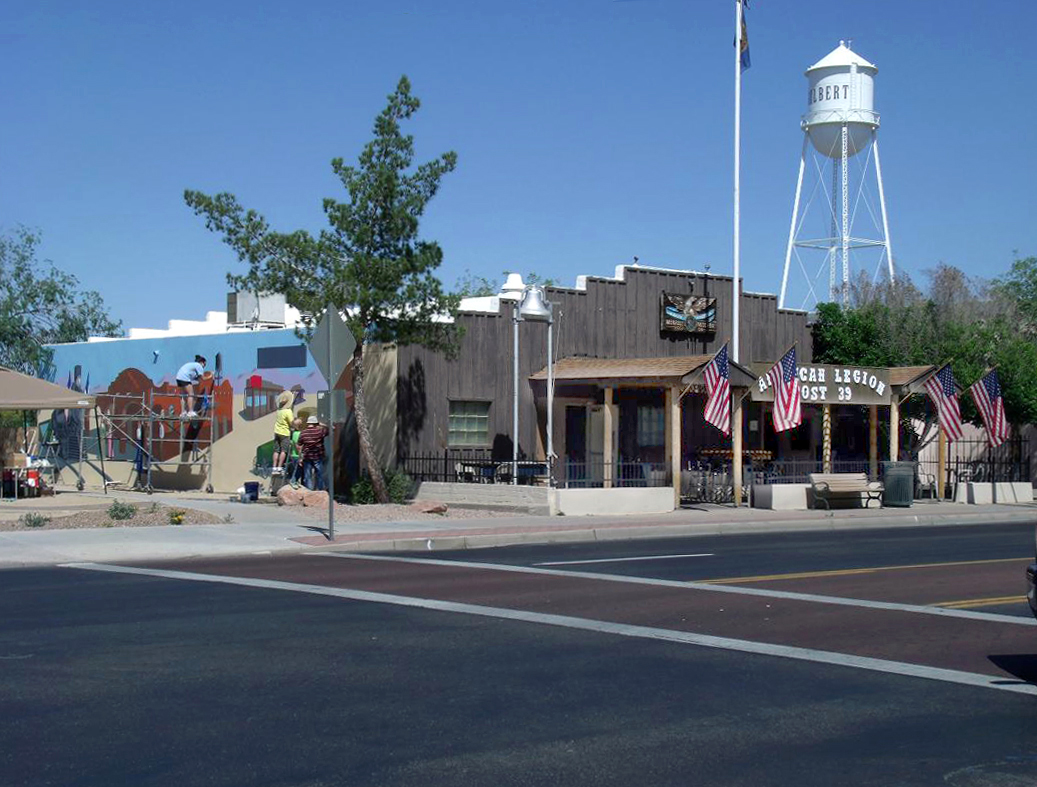
La Legión Americana Post 39